# 高熱
高熱（英語：hyperthermia，亦稱為体温过高），是指由于體溫調節失衡而导致的体温升高的症状。当身体吸收热量高于散发热量时，这种症状便会出现，而若是出现急剧的体温升高症状的话，则需送往医疗急诊进行立刻治疗，以免耽搁导致伤残甚至死亡。
该症状最常见的成因包括中暑、药物副作用等。前者是因暴露在过量热量、湿度下的体温急性升高，超过了一般的热量控制系统所能承受的最大范围。而后者则是许多药物（尤其是那些影响到中樞神經系統的药物）的一种比较罕见的副作用。此外， 某些全身麻醉也可能会导致恶性高热。
高熱和发燒不同，前者的体温调定点自始至终保持不变。和体温过高相对的是失溫症，指的是体温低于日常新陈代谢所需的温度的情况。

## 分类
就人类而言，具体数值取决于所参考的标准，高热指的是人体温度高于 37.5-38.3°C（99.5-100.9°F）的情况，并且这种情况下并没有改变体温的设定点。
正常人的体温在午后可以高达 37.7°C（99.9°F）。高热的程度可以从轻微到极端不等，而体温超过 40°C（104°F）可能会危及生命。

## 症状和体征
高热的早期阶段可以表现为“热衰竭”（或称“热晕厥”或“热应激”），其症状可能包括大量出汗、呼吸急促和快速而虚弱脉搏。如果情况恶化为热射病（heat stroke），由于血管扩张以试图增加散热，那么通常皮肤会变得炎热且干燥。无法通过出汗来冷却身体可能导致皮肤干燥。由神经系统疾病引起的高热可能包括很少或没有出汗、心血管问题以及神志不清。
其他症状和体征各不相同。伴随着的脱水可能出现恶心、呕吐、头痛以及低血压，后者可能导致晕厥或头晕，尤其是在迅速从坐卧位改为站立位时。
在严重的热射病中，可能会出现神志不清和攻击性行为。由于心脏要试图维持足够的循环心率，这就会导致呼吸频率会增加（心动过速和呼吸急促），同时血压下降。血压下降还可能导致血管反射性收缩，在晚期病例中出现皮肤苍白或发青。特别是幼儿可能出现癫痫发作。最终，导致器官功能衰竭、意识丧失和死亡。

## 病因
当体温调节功能因代谢产热过多（劳累）、环境热量过高、不足或有缺陷损的热量散失等综合因素而不堪重负，导致体温异常升高时，就会导致热射病。